# Turtmann-Unterems
Turtmann-Unterems – miejscowość i gmina (Politische Gemeinde) w południowej Szwajcarii, w kantonie Valais, w okręgu (Bezirk) Leuk. Powstała 1 stycznia 2013 w wyniku połączenia gmin Turtmann i Unterems.

## Demografia
W Turtmann-Unterems mieszka 1160 osób. W 2022 roku 13,6% populacji gminy stanowiły osoby urodzone poza Szwajcarią.